# بخش د لینکلن
بخش د لینکلن (به اسپانیایی: Partido de Lincoln) یک منطقهٔ مسکونی در آرژانتین است که در استان بوئنوس آیرس واقع شده‌است. بخش د لینکلن ۲٬۲۵۳ کیلومتر مربع مساحت و ۴۱٬۱۲۷ نفر جمعیت دارد.